# Zumpango (hạt)

Đô thị ở Zumpango.

Zumpango là một thị xã và đô thị ở bang México của México. Tọa độ địa lý là 19°51′B 99°13′T / 19,85°B 99,217°T.
Apaxco là trung tâm hành chính của đô thị có cùng tên xung quanh. Dân số theo điều tra năm 2010 là 127 988 người.

## Dữ liệu địa lý
- Dân số: 50,000 người.
- Độ cao: 1400 mét.
- Tọa độ: 42º 03' 00" N 006º 37' 59" W